# ديان بولدور
ديان بولدور (بالرومانية: Deian Boldor)‏ (3 فبراير 1995 بتيميشوارا في رومانيا - ) هو لاعب كرة قدم روماني في مركز الدفاع. شارك مع منتخب رومانيا تحت 17 سنة لكرة القدم ومنتخب رومانيا تحت 21 سنة لكرة القدم. أما مع النوادي، فقد لعب مع نادي بيسكارا ونادي روما ولانشانو كالتشيو 1920 ‏.

## روابط خارجية
- ديان بولدور على موقع الدوري الأمريكي (الإنجليزية)
- ديان بولدور على موقع قاعدة بيانات كرة القدم.إي يو (الإنجليزية)
- ديان بولدور على موقع Soccerway.com (الإنجليزية)
- ديان بولدور على موقع عالم كرة القدم.نت (الإنجليزية)
- ديان بولدور على موقع AS.com (الإسبانية)